# Güímar (Gerichtsbezirk)
Der Gerichtsbezirk Güímar ist einer der zwölf Gerichtsbezirke in der Provinz Santa Cruz de Tenerife.
Der Bezirk umfasst 4 Gemeinden auf einer Fläche von 231,49 km² mit dem Hauptquartier in Güímar.

## Gemeinden
| Gemeinde              | Einwohner (2024) | Fläche km² | Dichte Einw./km² | Cod INE | Postleitzahl                             |
| --------------------- | ---------------- | ---------- | ---------------- | ------- | ---------------------------------------- |
| Arafo                 | 5.776            | 34,27      | 169              | 38004   | 38509, 38550                             |
| Candelaria            | 28.795           | 49,18      | 586              | 38011   | 38509, 38510, 38520, 38530, 38540        |
| Fasnia                | 3.066            | 45,11      | 68               | 38012   | 38570, 38579                             |
| Güímar                | 21.716           | 102,93     | 211              | 38020   | 38500, 38508, 38509, 38560, 38590, 38591 |
| Gerichtsbezirk Güímar | 59.353           | 231,49     | 256              | –       | –                                        |